# Dinotrema reductidens
Dinotrema reductidens är en stekelart som först beskrevs av Fischer 1975.  Dinotrema reductidens ingår i släktet Dinotrema och familjen bracksteklar. Inga underarter finns listade i Catalogue of Life.